# Бюфорд (Джорджія)
Бюфорд (англ. Buford) — місто (англ. city) в США, в округах Гвіннетт і Голл штату Джорджія. Населення — 17 144 особи (2020).

## Географія
Бюфорд розташований за координатами 34°7′12″ пн. ш. 83°59′31″ зх. д. / 34.12000° пн. ш. 83.99194° зх. д. (34.120015, -83.991829).  За даними Бюро перепису населення США в 2010 році місто мало площу 44,26 км², з яких 44,06 км² — суходіл та 0,20 км² — водойми.

## Демографія
Згідно з переписом 2010 року, у місті мешкало 12 225 осіб у 4425 домогосподарствах у складі 2974 родин. Густота населення становила 276 осіб/км².  Було 5096 помешкань (115/км²).
Расовий склад населення:
| - 65,8 % — білих - 13,8 % — чорних або афроамериканців - 2,9 % — азіатів - 0,3 % — корінних американців - 14,7 % — осіб інших рас |

До двох чи більше рас належало 2,5 %. Частка іспаномовних становила 25,5 % від усіх жителів.
За віковим діапазоном населення розподілялося таким чином: 27,7 % — особи молодші 18 років, 58,8 % — особи у віці 18—64 років, 13,5 % — особи у віці 65 років та старші. Медіана віку мешканця становила 35,1 року. На 100 осіб жіночої статі у місті припадало 95,5 чоловіків;  на 100 жінок у віці від 18 років та старших — 91,9 чоловіків також старших 18 років.
Середній дохід на одне домашнє господарство  становив 65 387 доларів США (медіана — 47 354), а середній дохід на одну сім'ю — 72 871 долар (медіана — 56 891). Медіана доходів становила 35 714 долари для чоловіків та 26 153 долари для жінок. За межею бідності перебувало 19,2 % осіб, у тому числі 30,3 % дітей у віці до 18 років та 12,2 % осіб у віці 65 років та старших.
Цивільне працевлаштоване населення становило 5876 осіб. Основні галузі зайнятості: виробництво — 17,9 %, мистецтво, розваги та відпочинок — 15,7 %, будівництво — 15,6 %.